# ダラス郡 (アラバマ州)
ダラス郡（英: Dallas County）は、アメリカ合衆国アラバマ州の中央部南に位置する郡である。2010年国勢調査での人口は43,820人であり、2000年の46,365人から5.5%減少した。郡庁所在地はセルマ市（人口20,756人）であり、同郡で人口最大の都市でもある。郡名はアメリカ合衆国財務長官（在任1814年-1816年）を務めたアレクサンダー・ダラスに因んで名付けられた。

## 歴史
ダラス郡は1818年2月9日に、モンゴメリー郡から分離し、アラバマ準州議会により設立された。その領域は1818年8月9日にクリーク族インディアンから譲渡されたものの一部だった。郡名はペンシルベニア州の出身で、アメリカ合衆国財務長官を務めたアレクサンダー・ダラスに因んで名付けられた。
当初の郡庁所在地はカハバにあり、短期間だが州都にもなっていた。1865年郡庁所在地はセルマに移転された。

## 地理
アメリカ合衆国国勢調査局に拠れば、郡域全面積は993.37平方マイル (2,572.8 km2)であり、このうち陸地980.71平方マイル (2,540.0 km2)、水域は12.66平方マイル (32.8 km2)で水域率は1.27%である。
ダラス郡はアラバマ州中西部のブラックベルト地帯に位置している。郡内をアラバマ川が横切っており、周りはペリー郡、チルトン郡、オートーガ郡、ラウンズ郡、ウィルコックス郡、マレンゴ郡と接している。
郡内に郡庁所在地のセルマ以外に、マリオンジャンクション、サーディス、オービル、バレーグランド、ミンターなどの町がある。

### 交通

#### 主要高規格道路
- アメリカ国道80号線
- アラバマ州道5号線
- アラバマ州道14号線
- アラバマ州道22号線
- アラバマ州道41号線
- アラバマ州道89号線

#### 空港
- クレイグ飛行場 (SEM)、セルマ市
- スカイハーバー空港 (S63)、セルマ市

### 隣接する郡
- チルトン郡 - 北
- オートーガ郡 - 北東
- ラウンズ郡 - 南東
- ウィルコックス郡 - 南
- マレンゴ郡 - 西
- ペリー郡 - 北西

### 国立保護地域
- セルマからモンゴメリー国立歴史道（部分）
- タラデガ国立の森（部分）

## 人口動態
以下は2000年の国勢調査による人口統計データである。
| 基礎データ - 人口: 46,365人 - 世帯数: 17,841 世帯 - 家族数: 12,488 家族 - 人口密度: 18人/km2（47人/mi2） - 住居数: 20,450軒 - 住居密度: 8軒/km2（21軒/mi2） 人種別人口構成（ ）内は2010年データ - 白人: 35.58% (29.1%) - アフリカン・アメリカン: 63.26% (69.4%) - ネイティブ・アメリカン: 0.11% (0.2%) - アジア人: 0.35% (0.3%) - 太平洋諸島系: 0.01% (0.0%) - その他の人種: 0.14% - 混血: 0.55% (0.7%) - ヒスパニック・ラテン系: 0.63% (0.7%) | 年齢別人口構成 - 18歳未満: 28.6% - 18-24歳: 9.4% - 25-44歳: 26.2% - 45-64歳: 21.9% - 65歳以上: 13.9% - 年齢の中央値: 35歳 - 性比（女性100人あたり男性の人口） - 総人口: 83.5 - 18歳以上: 77.8 世帯と家族（対世帯数） - 18歳未満の子供がいる: 33.5% - 結婚・同居している夫婦: 40.4% - 未婚・離婚・死別女性が世帯主: 25.4% - 非家族世帯: 30.0% - 単身世帯: 27.8% - 65歳以上の老人1人暮らし: 11.6% - 平均構成人数 - 世帯: 2.57人 - 家族: 3.15人 | 収入と家計 - 収入の中央値 - 世帯: 23,370米ドル - 家族: 29,906米ドル - 性別 - 男性: 31,568米ドル - 女性: 18,683米ドル - 人口1人あたり収入: 13,638米ドル - 貧困線以下 - 対人口: 31.1% - 対家族数: 27.2% - 18歳未満: 40.7% - 65歳以上: 27.6% |

## 都市と町

### 都市
- セルマ - 郡庁所在地
- バレーグランド

### 町
- オービル

### 国勢調査指定地域
- セルモント・ウェストセルモント

### 未編入の町
| - ベロイト - ブラウンズ - カハバ - カーロービル - クランプトニア | - エルムブラフ - マリオンジャンクション - ミンター - プランターズビル - プレザントヒル | - リッチモンド - サフォード - サーディス - サマーフィールド - タイラー |

## 教育
セルマ市内はセルマ市教育学区、セルマ市以外の郡部はダラス郡教育学区が公共教育を管轄している。